# Matteo Rescigno
Matteo Rescigno (Roccapiemonte, 28 agosto 1895 – 11 giugno 1981) è stato un politico italiano.
Eletto all'Assemblea Costituente nelle file della Democrazia Cristiana, venne confermato nella I.